# Romeo (artist)
Percy Romeo Miller Jr. (född 19 augusti 1989 i New Orleans) mer känd som Romeo (tidigare Lil' Romeo), är en amerikansk rappare, skådespelare och basketspelare. 
Romeo är son till rapparen Master P. Han är även brorson till C-Murder och Silkk The Shocker som även de är rappare. Som soloartist har han släppt fem stycken studioalbum och ett samlingsalbum. Lottery gavs endast ut för försäljning på internet. Han är även med i gruppen Rich Boyz.
I början av hans karriär slog han Michael Jacksons rekord med att vara den yngste personen någonsin att få en listetta. Det var år 2001 med låten "My Baby". 
Han har gått på Beverly Hills High School Beverly Hills i Kalifornien. Han har också fått ett idrottsstependium för att spela basket på University of Southern California. Romeo var på studieresa i Söderköping i Sverige under sommaren 2006 där han lärde känna många svenska tjejer som han nämnt i ett flertal låtar. Som låten " Hey wazzup Birgit" kom ut under 06 på Romeos myspace sida.
Romeo är VD för klädesmärket PMiller Clothing Line.

## Diskografi

### Soloalbum
- 2001: Lil' Romeo
- 2002: Game Time
- 2004: Romeoland
- 2006: God's Gift
- 2008: High School Romance

### Digitala album
- 2006: Lottery

### Samlingsalbum
- 2006: Greatest Hits

### Singlar
| År   | Titel                                               | Listpositioner | Listpositioner | Listpositioner | Album               |
| År   | Titel                                               | U.S.           | U.S. R&B       | U.S. Rap       | Album               |
| ---- | --------------------------------------------------- | -------------- | -------------- | -------------- | ------------------- |
| 2001 | "My Baby"                                           | 3              | 1              | 1              | Lil' Romeo          |
| 2002 | "The Girlies"                                       | -              | 62             | -              | Lil' Romeo          |
| 2002 | "2-Way" (featuring Master P & Silkk The Shocker)    | -              | 65             | -              | Game Time           |
| 2003 | "True Love" (featuring Solange Knowles)             | -              | 116            | -              | Game Time           |
| 2003 | "Play Like Us"                                      | -              | -              | -              | Game Time           |
| 2004 | "My Cinderella" (featuring Nick Cannon)             | -              | -              | -              | Romeoland           |
| 2004 | "My Girlfriend" (featuring Intyana )                | -              | -              | -              | Romeoland           |
| 2006 | "U Can't Shine Like Me" (featuring Young V & C-Los) | -              | -              | -              | God's Gift          |
| 2006 | "Shine"                                             | -              | -              | -              | Lottery             |
| 2006 | "Won't Stop, Can't Stop"                            | -              | -              | -              | God's Gift          |
| 2006 | "We Can"                                            | -              | -              | -              | God's Gift          |
| 2007 | "Special Girl" (featuring Marques Houston)          | -              | 58             | -              | Gumbo Station       |
| 2007 | "Rainman" (with Master P)                           | -              | -              | -              | Hip Hop History     |
| 2008 | "Get Low wit it" (featuring Akon)                   | -              | -              | -              | High School Romance |

## Filmografi (urval)

### Film
- 2009 – The Pig People
- 2008 – Sweetwater
- 2007 – Uncle P
- 2007 – Crush On U
- 2006 – Don't Be Scared
- 2006 – God's Gift
- 2004-2006 - Romeo! (TV-serie)
- 2004 – Decisions
- 2004 – Still 'Bout It
- 2003 – Honey
- 2001 – Max Keeble's Big Move